# دهستان هادمیست
دهستان هادمیست (به لاتین: Häädemeeste Parish) یک دهستان در استونی است که در شهرستان پارنو واقع شده‌است.

## خصوصیات
دهستان هادمیست ۳۹۰٫۲ کیلومترمربع مساحت و ۳٬۱۲۳ نفر جمعیت دارد.

## خواهرخوانده
شهر Mjölby Municipality خواهرخواندهٔ دهستان هادمیست هست.